# Танці до світанку
«Танці до світанку» (англ. Dance 'til Dawn) — молодіжний телевізійний фільм, знятий у 1988 році режисером Полом Шнайдером.

## Сюжет
Випускний вечір в старшій школі Герберта Гувера. Випускний бал був організований однією з найпопулярніших дівчат у школі, красивою, але неприємною Патріс Джонсон (Крістіна Епплгейт).
Коли Шеллі Шерідан (Алісса Мілано) і її хлопець Кевін Маккрі (Браян Блум) розірвали свої стосунки перед балом, тому що вона відмовлялася спати з ним, вони обидва змушені були знайти собі нових людей, щоб зустрічатися, в короткий термін.
Коли Шеллі не може знайти собі нову пару, вона бреше своїм друзям і, замість правди, каже їм, що вона збирається до братства коледжу. Насправді вона їде в місто, щоб подивитися старий фільм жахів, де вона думає, що не буде бігати ні за ким зі школи. Але там вона зіткнулася з Деном Лефкортом (Кріс Янг), один з шкільних гіків, який також пішов у кіно, щоб не піти на випускний. Ден збрехав своєму батькові (Алан Тік), сказавши, що він збирається на бал, адже він не хотів, щоб його батько дізнався, що він має низький соціальний статус в школі та іде на бал один. Ден допомагає Шеллі уникнути поглядів інших студентів, і незабаром вона дізнається, що він дійсно хороший хлопець.
Після того, як один з друзів Кевіна розповів йому неправдиву історію про непопулярну дівчину в школі Анджелу Стралл (Трейсі Голд), яка була простачкою, Кевін вирішує запросити її на бал. Ангела рада, що іде на бал з Кевіном. Її подруга Маргарет (Темпест Бледсоу) завжди підтримує її, але цього разу вона скептично відноситься до дій Кевіна. Кевін не тільки намагається обдурити Маргарет і переконати її, що його наміри благородні, він також мав налагодити відносини з її батьком-фармацевтом Едом (Келсі Граммер), який є надзвичайно релігійною людиною, та який намагається слідкувати за цими двома «голубками» всю ніч.
Тим часом Патріс впевнена, що вона буде визнана королевою балу, адже її єдина конкурентка Шеллі не з'явилася на випускному вечорі. Для цього вона влаштувала на всю ніч святкування зі своїм хлопцем Роджером (Меттью Перрі), якого вона тримає на короткому повідку. Але потім Анджела з'являється красивою, ніби Попелюшка. Тому Ангелу і Кевіна визнають королевою та королем балу.
Кевін намагається затягти Анджелу до ліжка, але вона опирається йому. Коли він пояснює їй, що вона йому насправді дуже подобається, а вона каже йому, що він мав би поважати її з самого початку, а не тоді, коли вона з'явилася такою гарною.
До кінця фільму, в Гадсон ака Гадс (популярна вечеря, куди кожен приходить зранку після випускного вечора) Ангела дізнається, що її батьки одружилися, тому що її матір завагітніла нею будучи старшокласницею; Після цього вона впевнено повідомляє своїм батькам, що вона збирається вступати в художню школу в Італії, а не в біблійний коледж. Випускний для Кевіна пройшов цнотливо і, він захищає честь Анджели, коли його друг робить непристойний коментар. Тим часом Шеллі і Ден повідомляють, що в даний час вони стали парою, чим шокують кожного випускника в кімнаті.

## У ролях

### Підлітки
- Крістіна Епплгейт — Патріс Джонсон
- Алісса Мілано — Шеллі Шерідан
- Браян Блум — Кевін Маккрі
- Трейсі Голд — Анджела Стралл
- Кріс Янг — як Ден Лефкорт
- Темпест Бледсоу, як Маргарет
- Меттью Перрі — Роджер

### Батьки
- Алан Тік — Джек Лефкорт
- Келсі Греммер — Ед Стралл
- Іді Макклерг — Рут Стралл
- Кліфф Де Янг — Ларрі Джонсон
- Мері Френн — Ненсі Джонсон

### Інші
- Льюїс Аркетт — власник автоломбарду